# Abraham Myerson
Abraham Myerson (ur. 23 listopada 1881 w Janowie, zm. 3 września 1948 w Bostonie) – amerykański lekarz psychiatra, neurolog, socjolog.
Do Stanów Zjednoczonych emigrował z rodziną w wieku pięciu lat. Ukończył Tufts Medical School w 1908 roku. Specjalizował się w neurologii i psychiatrii. Praktykował w Alexian Brothers' Hospital w St Louis od 1911 do 1912, potem w Boston Psychopathic Hospital (1912-1913). W 1913 został dyrektorem Trenton State Hospital, od 1917 kierował ambulatorium Boston Psychopathic Hospital. Od 1919 związany z Boston City Hospital. Od 1934 do 1945 był profesorem psychiatrii w Harvard Medical School.
Należał do American Association for the Advancement of Science, American Medical Association, American Board of Psychiatry and Neurology, American Psychopathological Association.
Autor wielu prac naukowych. Przez osiem lat był biegłym sądowym stanu Massachusetts, opiniował w sprawach Sacco i Vanzetti (1921) oraz Millenów i Fabera (1934).
W 1913 ożenił się z Dorothy Marion Loman, mieli troje dzieci: Paula, Davida i Anne.

## Wybrane prace
- Social psychology. Prentice-Hall, 1934
- The terrible Jews. The Jewish advocate Pub. Co., 1922
- The psychology of mental disorders. The Macmillan Company, 1927
- When life loses its zest. Little, Brown, 1925